# Khalifa al-Ghawi
Khalifa al-Ghawi, às vezes transliterado como Khalifa al-Ghweil (em árabe: خليفة الغويل), é um político líbio. Ele é o primeiro-ministro interino do Governo de Salvação Nacional, um grupo que reivindica ser a continuação legítima do antigo parlamento líbio em Trípoli. 
Até 31 de março de 2015, al-Ghawi atuou como um deputado ou assessor de Omar al-Hassi, o primeiro-ministro do governo baseado em Tripoli.  Depois que al-Hassi foi destituído como chefe do Congresso Geral Nacional, al-Ghawi foi escolhido para servir como primeiro-ministro durante um mês de forma temporária. 